# Balkan (kolej wąskotorowa)
Balkan – potoczna nazwa pociągów osobowych kursujących prawdopodobnie od 1916 roku do 31 grudnia 1977 roku na rozległej, prywatnej sieci kolei wąskotorowej o rozstawie 785 mm zarządzanej przez koncern Georg von Giesches Erben i mającej w Szopienicach bezpośrednie połączenie z siecią Górnośląskich Kolei Wąskotorowych. Linia, po której kursowały pociągi ciągnęła się wzdłuż obecnej ulicy Szopienickiej przez obecny obszar trzech dzielnic Katowic: Szopienic-Burowca, Janowa-Nikiszowca i Giszowca. Do 1935 roku na linii kursowały lokomotywy parowe zastąpione przez elektryczne, po czym od 1975 do końca kursowania pociągów obsługiwały je lokomotywy spalinowe, ciągnące wagony przystosowane do przewozów osób (towosy).

## Historia

### Powstanie i funkcjonowanie do 1945 roku

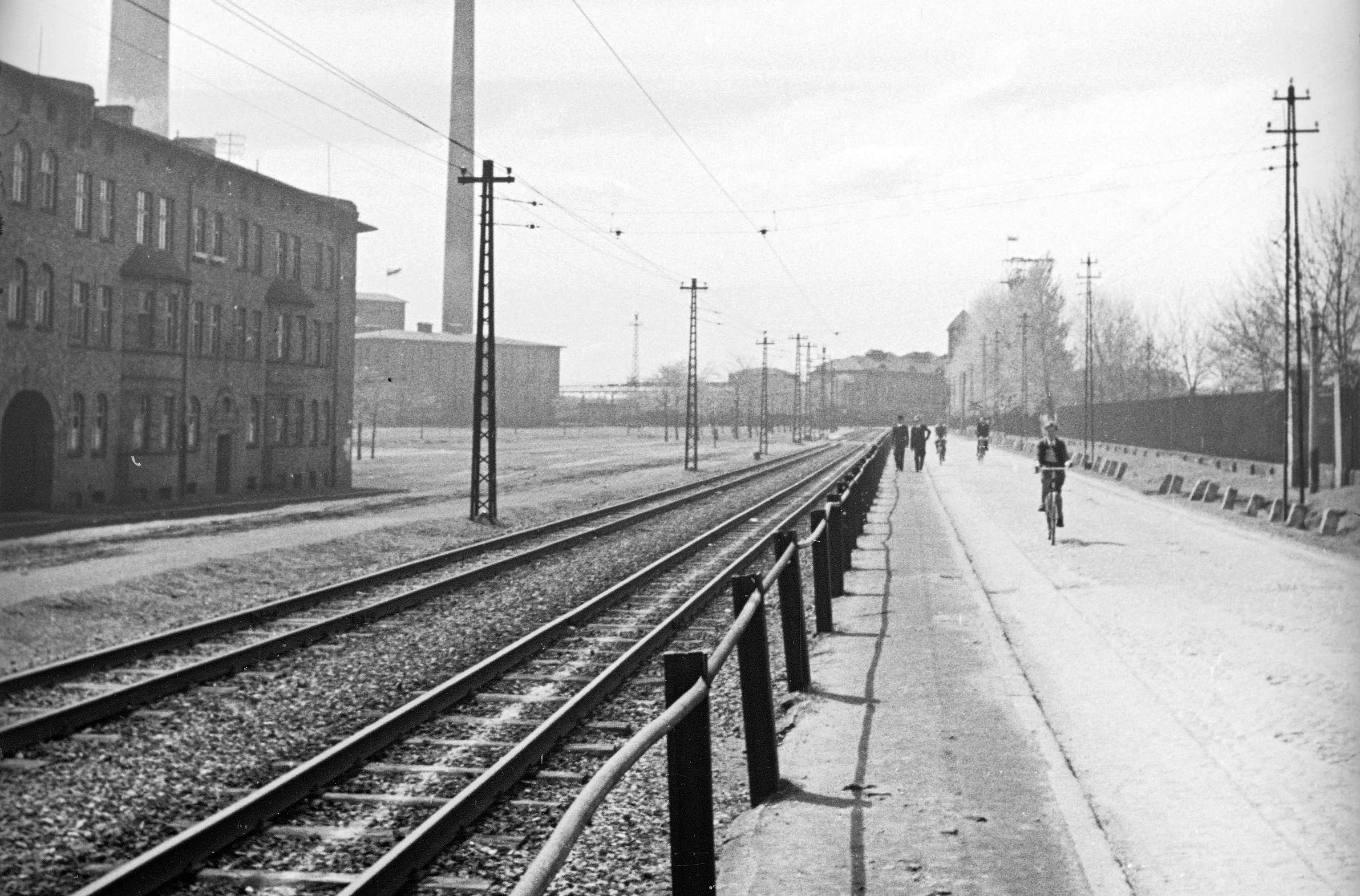
Linia kolei wąskotorowej na wysokości Nikiszowca (obecna ulica Szopienicka), po której kursowały pociągi Balkan

Początki powstania Balkanu wiążą się z planami koncernu Georg von Giesches Erben połączenia siecią kolei wąskotorowych hut i szybów kopalnianych, które były zlokalizowane z Dąbrówce Małej, Giszowcu, Janowie, Roździeniu i Szopienicach. Fragment powstałej sieci został później wykorzystany do przewozu ludności. Jedną z pierwszych linii wąskotorowych sieci spółki Georg von Giesches Erben było otwarte w 1855 roku połączenie pomiędzy hutą „Wilhelmina” w Szopienicach a kopalnią „Morgenroth”, która znajdowała się w Janowie, przy obecnej ulicy Szopienickiej (w 1883 roku połączona wraz z innymi zakładami w skonsolidowaną kopalnię Giesche) o rozstawie torów 785 mm. Na tej linii jako siły pociągowej używano początkowo koni. W tym samym roku do Szopienic doprowadzono połączenie Górnośląskiej Kolei Wąskotorowej.
Od 25 maja 1909 roku spółka spadkobierców Gieschego uzyskała od Ministerstwa Robót Publicznych licencję na przewozy osobowe pomiędzy hutą cynku „Wilhelmina” w Szopienicach a szybem „Carmer” kopalni „Giesche” (późniejszy „Wieczorek”). Linią tą wożono zarówno towary, jak również górników i urzędników koncernu. W dniu 6 stycznia 1914 roku Dyrekcja Okręgowa Kolei wydała spółce Georg von Giesches Erben zezwolenie na uruchomienie ruchu osobowego pomiędzy Giszowcem a szybem Carmer. W latach 1910–1919 pruska państwowa kolej zatwierdziła dla tej sieci specjalne przepisy i instrukcje eksploatacyjne, zatwierdzone ponownie w 1929 roku przez polską Dyrekcję Okręgową Kolei w Katowicach, wydane wówczas w formie dwujęzycznej – polskiej i niemieckiej. Pierwszy pociąg osobowy uruchomiono prawdopodobnie w 1916 roku.
W 1920 roku uruchamiano 28 par połączeń w dni robocze i 19 w pozostałe dni. Łącznie połączenie pasażerskie liczyło 3,98 km, a czas przejazdu w jedną stronę wynosił średnio 18 minut. Linia łączyła wówczas Giszowiec z Wilhelminą przez szyby kopalni „Giesche”: „Carmer” („Pułaski”), „Nickisch” („Poniatowski”), „Richthofen” („Wilson I”) i „Albert” („Wojciech”). Początkowo spółka Georg von Giesches Erben miała licencję na przewóz pracowników i urzędników kopalni, a od 1923 roku również rodzin górników, ale nieoficjalnie z Balkanu korzystali wówczas wszyscy chętni. Średnia łączna frekwencja wynosiła 8,0–8,5 tys. osób dziennie, a przejazd pociągiem był bezpłatny. Prędkość przejazdu składu składającego się z lokomotywy parowej i 4-osiowych wagonów nie przekraczała wówczas 15 km/h.
W Giszowcu końcowy przystanek Balkanu mieścił się przy obecnym skrzyżowaniu ulicy Szopienickiej i Mysłowickiej, lecz tory kolei wąskotorowej sięgały dalej – do kotłowni przy obecnej ulicy Gościnnej. W 1921 roku powstała odnoga biegnąca wzdłuż ulicy Mysłowickiej i przez osiedle Neubau, a stamtąd jedna odnoga do cegielni powstałej w 1919 roku i szybu „Wschodniego”, a druga do kopalnianego taboru konnego również z 1919 roku w rejonie obecnego osiedla Adama. W 1943 roku z Balkanu dziennie korzystało 8 tys. pasażerów.

### Okres powojenny

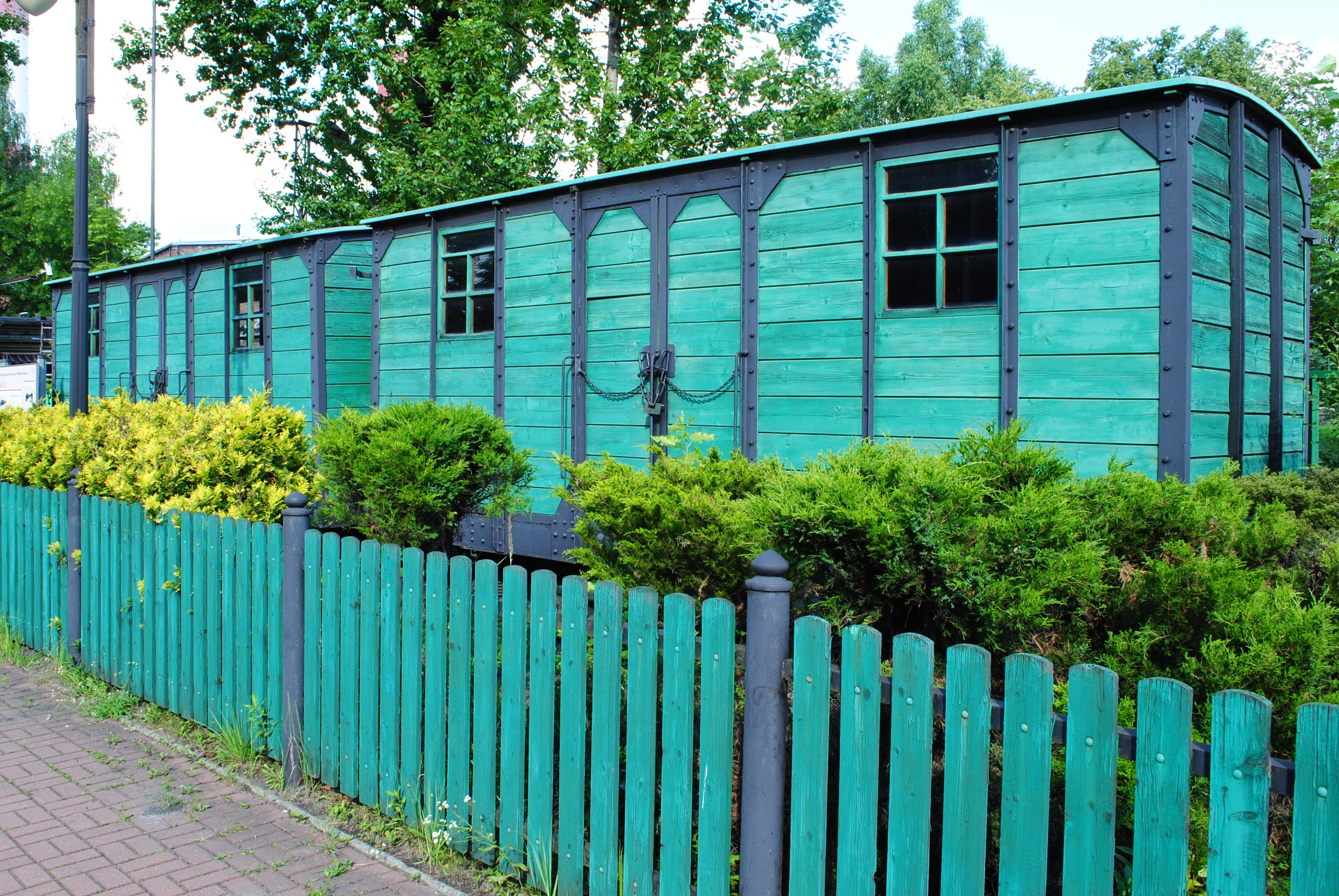
Odrestaurowane w 2001 roku wagony Balkanu, znajdujące się przy szybie „Pułaski” kopalni „Wieczorek”

Po II wojnie światowej lokomotywy ciągnęły przeważnie dwa lub trzy wagony. W latach 50. XX wieku kursowały 23 pary pociągów dziennie, a średnia frekwencja na tej linii wynosiła średnio 6 tys. osób dziennie. W latach 60. XX wieku władze kopalni „Wieczorek” podjęły pierwsze próby likwidacji Balkanu, argumentując tym, że wagony są już wyeksploatowane, a jednocześnie funkcjonowała już komunikacja autobusowa, więc nie opłacało się kupować nowych wagonów. Plany te oprotestowali górnicy i ostatecznie doprowadzono jedynie do likwidacji sieci trakcyjnej, przez co zaczęły kursować na linii lokomotywy spalinowe.
Pod koniec lat 60. XX wieku pociągi Balkanu przedłużono w kierunku północno-zachodnim, do stacji zdawczo-odbiorczej I (Katowice Szopienice) przez Bagno. Łącznie długość połączenia pasażerskiego wynosiła wówczas 6,859 km, lecz wkrótce rezygnowano z tego przedłużenia i pociągi kończyły bieg na przystanku Szyb Wojciech. Od 1975 roku połączenia obsługiwały lokomotywy spalinowe, ciągnące pięć wagonów 4-osiowych. Ostatni kurs kolei nastąpił 31 grudnia 1977 roku na trasie Giszowiec – Szyb Wojciech. Funkcję Balkanu przejęły autobusy zakładowe i miejskiego transportu zbiorowego.
W latach 80. XX wieku część torów była eksploatowana jako wewnątrzzakładowa kolej kopalni „Wieczorek” do transportu materiałów m.in. pomiędzy szybami. Jeszcze w 1982 roku władze miasta Katowice dążyły do reaktywacji zlikwidowanej kolejki, lecz kopalnia „Wieczorek” przystąpiła do rozbiórki trasy pomiędzy szybem „Pułaski” a Giszowcem. Linia od szybu „Pułaski” przez Giszowiec do szybu „Wschodniego” ostatecznie została zlikwidowana około 1984 roku. W 2001 roku dwa odrestaurowane wagony na pamiątkę po Balkanie zostały ustawione na dawnym torowisku przy ulicy Szopienickiej obok szybu „Pułaski” kopalni „Wieczorek”. 
Kolejkę nazwano potocznie Balkan, Balkan Ekspress lub Bałkanką, prawdopodobnie nawiązując do nazwy uruchomionego w 1916 roku pociągu ekspresowego Balkanzug na trasie Berlin − Konstantynopol. Balkan stanowił również motyw przewodni dla malarza–prymitywisty zrzeszonego w Grupie Janowskiej – Ewalda Gawlika.

## Tabor
Pociągi Balkanu składały się początkowo z parowozów, w tym z maszyn produkcji Borsiga . W skład obsługi pociągu wchodzili początkowo: kierownik pociągu, konduktorzy, maszynista i palacz. W 1935 roku parowozy zostały zastąpione przez lokomotywy elektryczne. Linia została wówczas zelektryfikowana pod napięciem 600V, a pociągi były prowadzone lokomotywami elektrycznymi marki Siemens. Od 1975 roku połączenia obsługiwały lokomotywy spalinowe, ciągnące pięć wagonów 4-osiowych. Kursowały wówczas lokomotywy spalinowe WLs150 lub WLs180. Masa próżnego pociągu wynosiła 22,5 ton, zaś procent ciężaru hamującego dla linii wynosił wówczas 16%.
Do przewozów wykorzystywano wagony towarowe przystosowane do przewozów osób (tzw. towosy), z których korzystano do końca funkcjonowania pociągów osobowych. W jednym składzie lokomotywy ciągnęły maksymalnie dwanaście wagonów. Każdy z wagonów wyposażony był w hamulec ręczny. Ławki w wagonach znajdowały się przy ścianach, dlatego też podróżowano przeważnie na stojąco. Latem nie zamykano drzwi wagonów, tylko przypinano łańcuch.

## Posterunki ruchu (1975 rok)
| Nazwa                  | Rodzaj               | Km osi        | Współczesna lokalizacja                 | Infrastruktura                                                                  |
| ---------------------- | -------------------- | ------------- | --------------------------------------- | ------------------------------------------------------------------------------- |
| Szyb Wojciech          | przystanek osobowy   | 0,000         | Szopienice-Burowiec rejon ul. Lwowskiej | jeden peron krawędziowy o długości 30 m i wysokości 10 m po południowej stronie |
| Ligoń (odst)           | posterunek odstępowy | 0,753         |                                         |                                                                                 |
| Szyb Ligoń             | przystanek osobowy   | 0,890         | Janów-Nikiszowiec ul. Szopienicka       | dwa jednokrawędziowe perony o długości 100 m                                    |
| Szyb Poniatowski       | przystanek osobowy   | 1,500         | Janów-Nikiszowiec ul. Szopienicka       | dwa jednokrawędziowe perony o długości 55 i 70 m                                |
| Brama Zachodnia (odst) | posterunek odstępowy | 1,175         |                                         |                                                                                 |
| Pułaski (odst)         | posterunek odstępowy | 1,898         |                                         |                                                                                 |
| Szyb Pułaski           | przystanek osobowy   | 1,960         | Janów-Nikiszowiec ul. Szopienicka       | dwa jednokrawędziowe perony o długości 65 i 75 m                                |
| Osiedle Wysockiego     | przystanek osobowy   | 2,660         | Janów-Nikiszowiec ul. Szopienicka       | jeden peron jednokrawędziowy o długości 40 m po zachodniej stronie              |
| Giszowiec (odst)       | posterunek odstępowy | 3,835         |                                         |                                                                                 |
| Giszowiec              | przystanek osobowy   | 3,980         | Giszowiec ul. Szopienicka / Mysłowicka  | jeden peron jednokrawędziowy o długości 80 m po południowej stronie             |
| [ 16 ] [ 18 ]          | [ 18 ]               | [ 16 ] [ 18 ] | [ 16 ] [ 24 ]                           | [ 18 ]                                                                          |